# Mariana de Zudáñez
Mariana de Zudáñez o Mariana Zudáñez (c. 1770–1830) fue una figura histórica en la Revolución de Chuquisaca del 25 de mayo de 1809, considerada el primer levantamiento independentista en Sudamérica. Su intervención pública durante el arresto de su hermano, Jaime de Zudáñez, catalizó la rebelión contra las autoridades coloniales españolas. Aunque su papel ha sido históricamente menos reconocido que el de otros próceres, fue clave en su contribución como una de las primeras mujeres en participar activamente en el proceso emancipador boliviano.

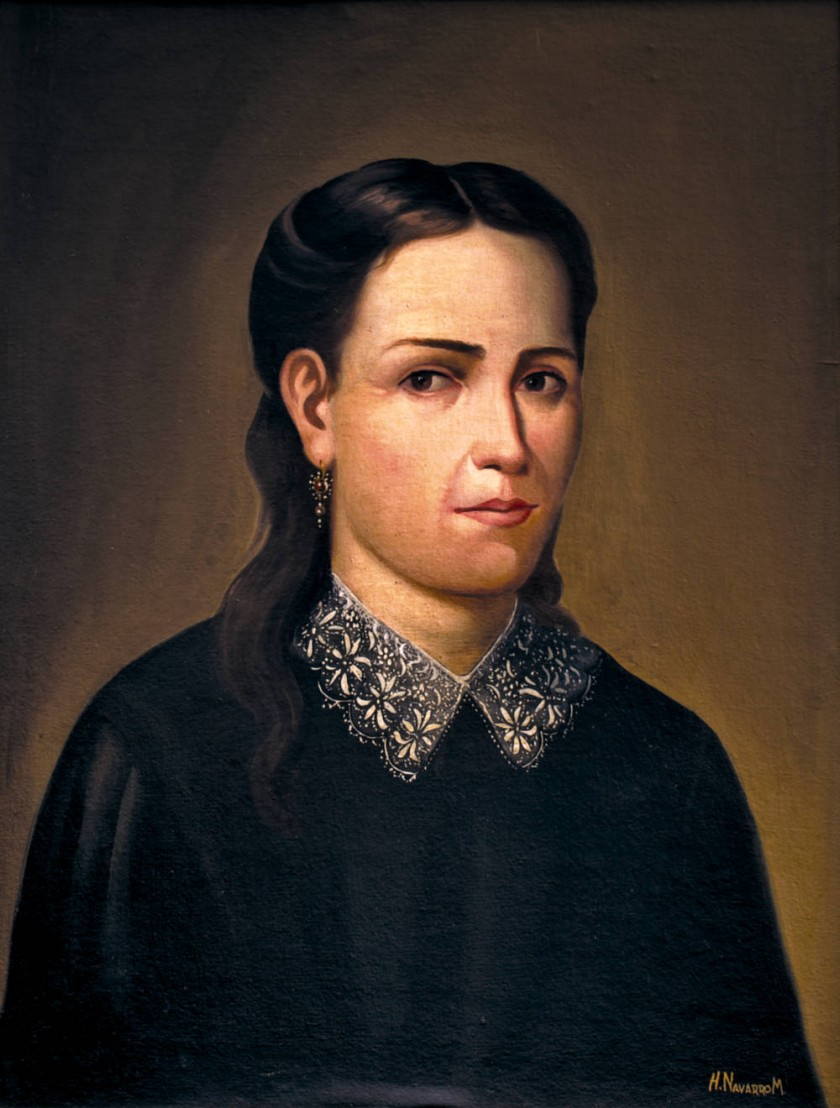
Mariana Zudáñez

## Vida y Participación en la Revolución de Chuquisaca (1809)
Nacida en La Plata (actual Sucre), Mariana pertenecía a una familia criolla influyente. Su padre, Manuel Ignacio Zudáñez, era un militar vizcaíno, y sus hermanos, Jaime y Manuel de Zudáñez, fueron figuras centrales en el movimiento de independencia. 
El 25 de mayo de 1809, las autoridades coloniales arrestaron a Jaime de Zudáñez por conspiración. Mariana salió a las calles para alertar a la población y su llamado movilizó a una multitud que exigió la liberación de Jaime y confrontó al gobierno realista, iniciando así la revuelta que desencadenaría en el Primer Grito Libertario.
Mariana falleció en Sucre en 1830, su única hija, Teresa, murió antes que ella, y su herencia pasó a su hermano Jaime y su sobrina Feliciana.